# Lilija Wasiljewa
Lilija Aleksandrowna Wasiljewa (ros. Лилия Александровна Васильева, ur. 3 kwietnia 1967 r. w Aczyńsku) – rosyjska biegaczka narciarska.

## Kariera
Po raz pierwszy na arenie międzynarodowej Lilija Wasiljewa pojawiła się 27 stycznia 1996 roku w zawodach Pucharu Kontynentalnego w Krasnogorsku, gdzie zajęła 7. miejsce w biegu na 10 km techniką klasyczną. W Pucharze Świata zadebiutowała 11 lutego 1996 roku w Kawgołowie, zajmując 16. miejsce w biegu na 10 km klasykiem. Tym samym już w swoim debiucie zdobyła pierwsze pucharowe punkty. W klasyfikacji generalnej sezonu 1995/1996 zajęła ostatecznie 33. miejsce. Najlepsze wyniki w Pucharze Świata osiągnęła w sezonie 2002/2003, który ukończyła na 28. miejscu. Tylko raz stała na podium indywidualnych zawodów pucharowych - 30 listopada 2002 roku w Ruce była trzecia w biegu na 10 km techniką klasyczną.
W 1986 roku wystąpiła na mistrzostwach świata juniorów w Lake Placid, gdzie zajęła 14. miejsce w biegu na 5 km techniką klasyczną i 27. miejsce w biegu na 15 km stylem dowolnym. Na rozgrywanych rok później mistrzostwach świata juniorów w Asiago zdobyła złoty medal w sztafecie, w biegu na 5 km była szósta, a na 15 km zajęła 17. miejsce.
W 2003 roku wzięła udział w mistrzostwach świata w Val di Fiemme, zajmując dziewiątą pozycję w biegu na 10 km klasykiem oraz 14. miejsce na dystansie 15 km techniką klasyczną. Były to jej jedyne występy na dużej imprezie. W 2011 roku zakończyła karierę.

## Osiągnięcia

### Mistrzostwa świata
| Miejsce | Dzień     | Rok  | Miejscowość   | Konkurencja             | Czas biegu | Strata  | Zwyciężczyni |
| ------- | --------- | ---- | ------------- | ----------------------- | ---------- | ------- | ------------ |
| 14.     | 18 lutego | 2003 | Val di Fiemme | 15 km stylem klasycznym | 39:40,9    | +2:20,7 | Bente Skari  |
| 9.      | 20 lutego | 2003 | Val di Fiemme | 10 km stylem klasycznym | 25:47,0    | +1:30,1 | Bente Skari  |

### Mistrzostwa świata juniorów
| Miejsce | Dzień     | Rok  | Miejscowość | Konkurencja            | Wynik   | Strata  | Zwyciężczyni       |
| ------- | --------- | ---- | ----------- | ---------------------- | ------- | ------- | ------------------ |
| 14.     | 13 lutego | 1986 | Lake Placid | 5 km stylem klasycznym | 16:10,1 | +1:02,6 | Lubow Jegorowa     |
| 27.     | 17 lutego | 1986 | Lake Placid | 15 km stylem dowolnym  | 43:43,8 | +4:56,2 | Gaby Nestler       |
| 6.      | 4 lutego  | 1987 | Asiago      | 5 km stylem klasycznym | 14:18,4 | +37,6   | Tatjana Bondariewa |
| 1.      | 6 lutego  | 1987 | Asiago      | Sztafeta 3x5 km        | 41:26,9 | -       | -                  |
| 17.     | 8 lutego  | 1987 | Asiago      | 15 km stylem dowolnym  | 39:59,0 | +3:30,7 | Jelena Trubicyna   |

### Puchar Świata

#### Miejsca w klasyfikacji generalnej
- sezon 1995/1996: 33.
- sezon 1996/1997: 54.
- sezon 1997/1998: 62.
- sezon 1999/2000: 80.
- sezon 2002/2003: 28.
- sezon 2003/2004: 40.

#### Miejsca na podium
| Nr | Dzień        | Rok  | Miejscowość | Konkurencja             | Czas biegu | Strata | Miejsce | Zwycięzca   |
| -- | ------------ | ---- | ----------- | ----------------------- | ---------- | ------ | ------- | ----------- |
| 1. | 30 listopada | 2002 | Ruka        | 10 km stylem klasycznym | 28:23,7    | +46,1  | 3.      | Bente Skari |